# پیساگوآ، شیلی

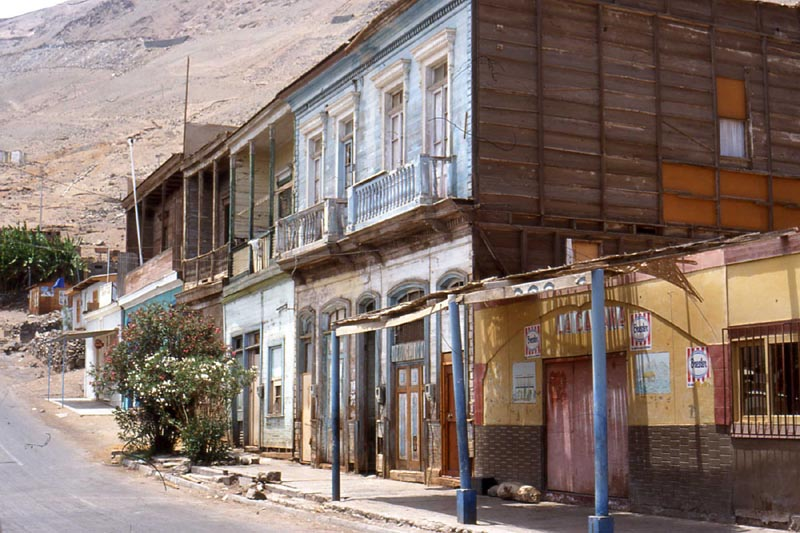
خانه‌های متروکه در پیزاگوا

پیساگوآ یک بندر شیلی در اقیانوس آرام است که در شهرستان هوآرا، در منطقه تاراپاکا، شمال شیلی واقع شده‌است. در سال ۲۰۰۷، استان جدید ال تاماروگال تأسیس شد و شهرستان هوآرا، که پیشتر در استان ایکوئیک بود، در استان تازه ایجاد شده ادغام شد.

## تاریخ اولیه
نام پیزاگوا منشأ کچوا دارد، به معنی "محل آب کمیاب": پیس - کمیاب، آگوا - آب.
پیساگوآ در سال ۱۶۱۱ پس از فرمانی توسط نایب السلطنه پرو تأسیس شد. هدف از این کار برپایی پایگاهی بود تا به‌واسطه آن بتوان از قاچاق غیرقانونی طلا و نقره که از معادن مهم پوتوسی و اورورو در ارتفاعات «آودینسیا کارکاس» سرازیر می‌شد جلوگیری کرد. این کالاهای قاچاق به دزدان دریایی بریتانیایی و هلندی فعال در آریکا رسانده می‌شد؛ بنابراین، پیساگوآ به یک بندر کوچک تبدیل شد که تابع بندر بزرگ سن مارکوس د آریکا بود.
این سکونتگاه، که امروزه به نام «پیساگوآ ویه‌خو» (پیساگوآی قدیم) شناخته می‌شود، در ضلع جنوبی کوبرادا تیلیویچه، در بخشی از یک نهشته میانی باستانی گسترده توسعه یافته‌است. برخی از ویرانه‌های خشتی قدیم باقی مانده‌است.

## رونق نیترات
تا سال ۱۸۱۰ بود که ذخایر بزرگ نیترات در تاراپاکا کشف شد که پیزاگوا به دلیل نقش عمده ای که در صادرات این محصول داشت به بندر مهمی تبدیل شد. سونامی در سال ۱۸۳۶ پیزاگوا را به مکانی که امروز در آن قرار دارد منتقل کرد. این محل یک دشت کوچک است که بین شبه جزیره‌های  پونتا پیکالو و پونتا پیساگوآ، حدود ۳ کیلومتری جنوب پیساگوآ ویه‌خو واقع شده‌است.

### جنگ اقیانوس آرام
در ۲ نوامبر ۱۸۷۹ پیساگوآ توسط نیروهای شیلیایی در جریان جنگ اقیانوس آرام (قرن ۱۹) در «نبرد پیساگوآ» اشغال شد. پس از جنگ، پیساگوآ از کنترل پرو خارج شده و به شیلی سپرده شد.

### روزهای اوج شهر
پیساگوآ در طول رونق نیترات در دهه ۱۸۷۰ به بندر مهمی در اقیانوس آرام جنوبی تبدیل شد. در سالهای اول قرن بیستم، پیزاگوا به یکی از مهم‌ترین بنادر کل کشور (بعد از والپارایسو و ایگیگه) با دفاتر بانک‌های بزرگ و یکی از زیباترین شهرها در سواحل جنوبی اقیانوس آرام تبدیل شده بود.

## زوال
زمانی که رونق نیترات به پایان رسید، بندر پیزاگوا به دلیل نقش جدیدش در صنعت پودر ماهی می‌توانست تا حدودی از اهمیت برخوردار باشد. با این حال، در پایان دهه ۱۹۵۰، پیزاگوا بیشتر جمعیت و پایگاه اقتصادی خود را از دست داد و به شدت رو به زوال رفت و حتی سومین شهر از نظر اهمیت استان تاراپاکا (پس از آریکا و ایکوئیک) نبود.

## پیساگوآ به عنوان زندان
پیساگوآ اغلب به عنوان اردوگاه کار اجباری برای زندانیان سیاسی استفاده می‌شده‌است. این در دوران حکومت کارلوس ایبانز دل کامپو (برای همجنس‌بازان مرد)، و همچنین گابریل گونزالس ویدلا (برای کمونیست‌ها، آنارشیست‌ها و انقلابیون) و اخیراً در دوران دیکتاتوری آگوستو پینوشه (برای مبارزان چپ) اتفاق افتاد. از زمان پایان رژیم نظامی پینوشه، اجساد بسیاری در زیر آب‌های بندر و چندین قبر در پیساگوآ کشف شده‌است. پیساگوآ از نظر جغرافیایی منزوی است و یک طرف آن اقیانوس و در طرف دیگر یک بیابان بزرگ است.

## پیزاگوا امروزی
زمانی چندین هزار نفر در اینجا زندگی می‌کردند و یک راه‌آهن نیترات را از داخل کشور می‌آورد تا در کشتی‌ها از سراسر جهان بارگیری شود. امروزه یک ناوگان ماهیگیری با قایق باز و گردشگران گاه به گاه زندگی این شهر را تأمین می‌کنند.
کارهای خاکی، خاکریزها و برش‌هایی که راه‌آهن را به داخل شهر می‌برد به وضوح در زمین خالی قابل مشاهده است. ایستگاه راه‌آهن قدیمی هنوز در خود پیساگوآ وجود دارد، جایی که ساختمان‌های جالب دیگری (هر چند نیمه‌متروکه) ساخته شده با چوب صنوبر داگلاس وجود دارد. نمونه‌های خوب برجک ساعت، تئاتر شهرداری و بیمارستان هستند که همگی مربوط به دوره نیترات هستند. امروز، پیساگوا دیگر آن بندر غرورآفرین و غنی نیست، بلکه یک روستای کوچک و منزوی با جمعیتی تنها ۲۶۰ نفر است که در شهرداری هوآرا، که خود تنها ۲۶۰۰ نفر سکنه دارد، قرار دارد.